# Cristian Vega
Cristian Orlando Vega (Santiago del Estero, 17 settembre 1993) è un calciatore argentino, centrocampista del Central Córdoba (SdE).

## Caratteristiche tecniche
È un centrocampista centrale.

## Carriera
Cresciuto nel settore giovanile del Central Córdoba (SdE), ha esordito in prima squadra il 26 gennaio 2013 in occasione dell'incontro del Torneo Federal A pareggiato 3-3 contro il Central Norte (S).
Il 28 luglio 2019 ha esordito in Primera División giocando il match perso 2-0 contro il Newell's Old Boys.

## Palmarès

### Club

#### Competizioni nazionali
- Torneo Federal A: 1

Central Córdoba (SdE): 2017-2018
- Copa Argentina: 1

Central Córdoba (SdE): 2024